# Rother Löwe
Die Rother Löwe (auch Roter Löwe) war eine Fregatte der kurbrandenburgischen Marine. 

## Bau und technische Daten
Die als Vollschiff getakelte Rother Löwe wurde 1678 im niederländischen Zeeland gebaut. Sie war etwa 30 m lang und 8 m breit und, je nach Ausrüstungsstand, mit bis zu 22 Kanonen bewaffnet. Ihre Besatzung bestand aus bis zu 100 Seeleuten und bis zu 30 Soldaten.

## Geschichte
In den Jahren 1679 und 1680 nahm die Fregatte im Geschwader Claus von Beverns an Kaperfahrten gegen Hamburg und Spanien und dann unter Cornelis Reers an der viermonatigen Suche nach spanischen Schiffen in der Karibik teil. Am 30. September 1681 war sie unter dem Kommando von Jakob Raule, dem Bruder Benjamin Raules, mit dem Geschwader von Thomas Alders am Gefecht vor Kap St. Vincent (Portugal) mit einer spanischen Flotte beteiligt. Von 1682 bis 1684 lag das Schiff zunächst in Glückstadt, bevor es nach Emden verlegt wurde. 
Im Rahmen der kolonialen Bestrebungen des Großen Kurfürsten war die Fregatte von 1685 bis 1687 unter Kapitän Cornelis Reers an den Fahrten kurbrandenburgischer Schiffe nach Westafrika beteiligt. Sie eroberte das Kastell Arguin und führte zahlreiche Fahrten zu den westafrikanischen Besitzungen Kurbrandenburgs durch. Durch die Einsätze verursachter Verschleiß und Beschädigungen machten 1687 eine Reparatur in Amsterdam nötig, bevor die Rother Löwe am 31. Juli 1690 in Emden schließlich verkauft wurde.